# Kanurennsport-Weltmeisterschaften 2011
Die 39. Kanurennsport-Weltmeisterschaften fanden vom 18. bis 21. August 2011 in der ungarischen Stadt Szeged statt. Veranstaltet wurden die Weltmeisterschaften vom Internationalen Kanuverband (ICF). Szeged war nach 1998 und 2006 zum dritten Mal Gastgeber von Kanurennsport-Weltmeisterschaften. Zunächst war die französische Stadt Vichy als Austragungsort geplant. Dort aber konnte die Stauung des Flusses Allier und somit faire Rennbedingungen nicht garantiert werden. Die ICF vergab die Weltmeisterschaften daraufhin neu.
Insgesamt wurden 37 Wettbewerbe in den Disziplinen Canadier und Kajak ausgetragen. Die Distanzen der Regatten betrugen 200, 500, 1000 und 5000 m. Paracanoeing gehörte erneut zum offiziellen Wettkampfprogramm. Austragungsort war eine 2400 m lange und 122 m breite künstliche Regattastrecke im Westen Szegeds. Es nahmen ca. 1100 Athleten aus 94 Nationen teil, die bislang größte Nationenzahl bei Kanu-Weltmeisterschaften überhaupt.
Die Weltmeisterschaften waren Hauptqualifikationswettkampf für die Kanurennsport-Wettbewerbe der Olympischen Sommerspiele 2012. 70 % aller Quotenplätze wurden hier vergeben.

## Zeitplan
Der Zeitplan der Weltmeisterschaften ist wie folgt organisiert:
Mittwoch:
- Vorläufe Paracanoeing
- Eröffnungsfeier

Donnerstag:
- Vorläufe und Halbfinals K-1 1000 m Männer und Frauen, K-2 1000 m Männer und Frauen, K-4 500 m Frauen, C-1 1000 m Männer, C-2 500 m Männer
- Finals Paracanoeing

Freitag:
- Vorläufe und Semifinals K-1 500 m Männer und Frauen, K-2 500 m Männer und Frauen, K-4 1000 m Männer, C-1 500 m Männer, C-2 1000 Männer
- Finals K-1 1000 m Männer und Frauen, K-2 1000 m Männer und Frauen, K-4 500 m Frauen, C-1 1000 m Männer, C-2 500 m Männer, C-4 1000 Männer

Samstag:
- Vorläufe und Halbfinals K-1 200 m Männer und Frauen, K-2 200 m Männer und Frauen, C-1 200 m Männer und Frauen, C-2 200 m Männer
- Finals K-1 500 m Männer und Frauen, K-2 500 m Männer und Frauen, K-4 1000 m Männer, C-1 500 m Männer, C-2 500 m Frauen, C-2 1000 Männer
- Vorläufe K-1 4 × 200 m Staffel Männer und Frauen, C-1 4 × 200 m Staffel Männer

Sonntag:
- Finals K-1 5000 m Männer und Frauen, C-1 5000 m Männer
- Finals K-1 200 m Männer und Frauen, K-2 200 m Männer und Frauen, C-1 200 m Männer und Frauen, C-2 200 m Männer
- Finals K-1 4 × 200 m Staffel Männer und Frauen, C-1 4 × 200 m Staffel Männer

## Wettbewerbe

### Männer

#### Canadier
| Event                 | Gold                                                                                      | Zeit      | Silber                                                                            | Zeit      | Bronze                                                                | Zeit      |
| --------------------- | ----------------------------------------------------------------------------------------- | --------- | --------------------------------------------------------------------------------- | --------- | --------------------------------------------------------------------- | --------- |
| C-1 200 m             | Aserbaidschan Valentin Demjanenko                                                         | 39.339    | Russland Iwan Schtyl                                                              | 39.573    | Spanien Alfonso Benavides                                             | 39.687    |
| C-1 500 m             | Russland Wladimir Fedossenko                                                              | 1:46.647  | Belarus Dsjanis Harascha                                                          | 1:46.827  | Ukraine Oleksandr Maksymchuk                                          | 1:47.679  |
| C-1 1000 m            | Ungarn Attila Vajda                                                                       | 4:04.749  | Spanien David Cal                                                                 | 4:06.045  | Usbekistan Vadim Menkov                                               | 4:08.151  |
| C-1 5000 m            | Ukraine Mykhaylo Koshman                                                                  | 23:23.823 | Tschechien Lukáš Koranda                                                          | 23:24.987 | Spanien Jose Luis Bouza                                               | 23:55.173 |
| C-1 4 × 200 m Staffel | Russland Iwan Schtyl Jewgeni Ignatow Alexei Korowaschkow Wiktor Melantjew                 | 2:46.955  | Aserbaidschan Sergei Besugly Maksym Prokopenko Valentin Demjanenko Andrei Kraitor | 2:48.341  | Deutschland Stefan Holtz Björn Wäschke Stefan Kiraj Sebastian Brendel | 2:48.473  |
| C-2 200 m             | Litauen Raimundas Labuckas Tomas Gadeikis                                                 | 37.101    | Russland Wiktor Melantjew Nikolai Lipkin                                          | 37.413    | Belarus Dsmitryj Rabtschanka Aljaksandr Waltschezki                   | 37.599    |
| C-2 500 m             | Rumänien Liviu-Alexandru Dumitrescu-Lazar Victor Mihalachi                                | 1:45.524  | Aserbaidschan Sergei Besugly Maksym Prokopenko                                    | 1:46.178  | Deutschland Peter Kretschmer Kurt Kuschela                            | 1:46.802  |
| C-2 1000 m            | Deutschland Stefan Holtz Tomasz Wylenzek                                                  | 3:31.070  | Aserbaidschan Sergei Besugly Maksym Prokopenko                                    | 3:31.952  | Rumänien Liviu-Alexandru Dumitrescu-Lazar Victor Mihalachi            | 3:32.264  |
| C-4 1000 m            | Belarus Dsmitryj Rabtschanka Dsjanis Harascha Dsmitryj Wajzischkin Aljaksandr Waltschezki | 3:26.703  | Rumänien Gabriel Gheoca Catalin Costache Florin Comanici Mihail Simion            | 3:28.071  | Ungarn Mátyás Sáfrán Mihály Sáfrán Henrik Vasbányai Szabolcs Németh   | 3:28.113  |

#### Kajak
| Event                 | Gold                                                                        | Zeit      | Silber                                                                          | Zeit      | Bronze                                                              | Zeit      |
| --------------------- | --------------------------------------------------------------------------- | --------- | ------------------------------------------------------------------------------- | --------- | ------------------------------------------------------------------- | --------- |
| K-1 200 m             | Polen Piotr Siemionowski                                                    | 34.770    | Vereinigtes Königreich Edward McKeever                                          | 34.986    | Deutschland Ronald Rauhe                                            | 35.118    |
| K-1 500 m             | Polen Marek Twardowski                                                      | 1:36.688  | Belarus Pavel Miadzvedzeu                                                       | 1:37.174  | Russland Juri Postrigai                                             | 1:38.404  |
| K-1 1000 m            | Kanada Adam van Koeverden                                                   | 3:36.194  | Schweden Anders Gustafsson                                                      | 3:39.488  | Norwegen Eirik Verås Larsen                                         | 3:39.818  |
| K-1 5000 m            | Deutschland Max Hoff                                                        | 19:51.200 | Belarus Aleh Jurenja                                                            | 20:07.952 | Italien Maximilian Benassi                                          | 20:11.936 |
| K-1 4 × 200 m Staffel | Spanien Saúl Craviotto Ekaitz Saies Sistiaga Carlos Perez Rial Pablo Andres | 2:24.891  | Russland Wiktor Sawolski Alexander Djatschenko Michail Tamonow Jewgeni Salachow | 2:25.701  | Dänemark Casper Nielsen Jimmy Bøjesen Kasper Bleibach Lasse Nielsen | 2:25.821  |
| K-2 200 m             | Frankreich Arnaud Hybois Sébastien Jouve                                    | 31.940    | Vereinigtes Königreich Jonathan Schofield Liam Heath                            | 32.156    | Belarus Raman Petruschenka Wadsim Machneu                           | 32.390    |
| K-2 500 m             | Ungarn Dávid Tóth Tamás Kulifai                                             | 1:28.134  | Litauen Ričardas Nekriošius Andrej Olijnik                                      | 1:28.524  | Polen Denis Ambroziak Dawid Putto                                   | 1:28.848  |
| K-2 1000 m            | Slowakei Peter Gelle Erik Vlček                                             | 3:20.626  | Schweden Markus Oscarsson Henrik Nilsson                                        | 3:21.478  | Russland Witali Jurtschenko Wassili Pogreban                        | 3:21.544  |
| K-4 1000 m            | Deutschland Norman Bröckl Robert Gleinert Max Hoff Paul Mittelstedt         | 2:47.734  | Australien Jacob Clear Murray Stewart David Smith Tate Smith                    | 2:48.724  | Russland Ilja Medwedew Anton Wassiljew Anton Rjachow Oleg Schestkow | 2:49.516  |

### Frauen

#### Canadier
| Event     | Gold                                                | Zeit     | Silber                                          | Zeit     | Bronze                                  | Zeit     |
| --------- | --------------------------------------------------- | -------- | ----------------------------------------------- | -------- | --------------------------------------- | -------- |
| C-1 200 m | Kanada Laurence Vincent-Lapointe                    | 48.876   | Russland Marija Kasakowa                        | 50.166   | Bulgarien Stanilija Stamenowa           | 51.192   |
| C-2 500 m | Kanada Laurence Vincent-Lapointe Mallorie Nicholson | 2:01.028 | Russland Anastassija Ganina Natalja Marassanowa | 2:03.440 | Ungarn Kincső Takács Gyöngyvér Baravics | 2:08.534 |

#### Kajak
| Event                 | Gold                                                                     | Zeit      | Silber                                                                              | Zeit      | Bronze                                                                      | Zeit      |
| --------------------- | ------------------------------------------------------------------------ | --------- | ----------------------------------------------------------------------------------- | --------- | --------------------------------------------------------------------------- | --------- |
| K-1 200 m             | Neuseeland Lisa Carrington                                               | 39.998    | Polen Marta Walczykiewicz                                                           | 40.472    | Ukraine Inna Ossypenko-Radomska                                             | 40.670    |
| K-1 500 m             | Deutschland Nicole Reinhardt                                             | 1:47.006  | Ungarn Danuta Kozák                                                                 | 1:47.396  | Ukraine Inna Ossypenko-Radomska                                             | 1:48.668  |
| K-1 1000 m            | Ungarn Tamara Csipes                                                     | 4:11.388  | Vereinigte Staaten Krisztina Fazekas-Zur                                            | 4:13.470  | Australien Naomi Flood                                                      | 4:14.124  |
| K-1 5000 m            | Ungarn Tamara Csipes                                                     | 22:19.816 | Vereinigtes Königreich Lani Belcher                                                 | 22:26.572 | Belarus Maryna Pautaran                                                     | 22:37.294 |
| K-1 4 × 200 m Staffel | Deutschland Nicole Reinhardt Conny Waßmuth Tina Dietze Carolin Leonhardt | 2:49.541  | Russland Natalija Lobowa Anastassija Sergejewa Natalja Proskurina Swetlana Kudinowa | 2:50.207  | Polen Marta Walczykiewicz Karolina Naja Aneta Konieczna Ewelina Wojnarowska | 2:50.951  |
| K-2 200 m             | Ungarn Katalin Kovács Danuta Kozák                                       | 37.667    | Polen Karolina Naja Magdalena Krukowska                                             | 38.165    | Australien Jo Brigden-Jones Hannah Davis                                    | 38.369    |
| K-2 500 m             | Österreich Yvonne Schuring Viktoria Schwarz                              | 1:37.071  | Deutschland Franziska Weber Tina Dietze                                             | 1:37.275  | Polen Beata Mikołajczyk Aneta Konieczna                                     | 1:37.803  |
| K-2 1000 m            | Deutschland Anne Knorr Debora Niche                                      | 3:50.614  | Bulgarien Berenike Faldum Daniela Nedeva                                            | 3:50.950  | Ungarn Alíz Sarudi Erika Medveczky                                          | 3:53.416  |
| K-4 500 m             | Ungarn Gabriella Szabó Danuta Kozák Katalin Kovács Dalma Benedek         | 1:36.339  | Deutschland Carolin Leonhardt Silke Hörmann Franziska Weber Tina Dietze             | 1:37.521  | Belarus Iryna Pamjalowa Nadseja Papok Wolha Chudsenka Maryna Pautaran       | 1:37.887  |

### Paracanoeing
Alle Paracanoeing-Wettbewerbe werden über eine Distanz von 200 m ausgefahren. Die Einteilung der Bootsklassen erfolgt nach Bewegungsfähigkeit von Beinen, Armen und des Rumpfes. Es finden Regatten in acht Bootsklassen statt.
| Event          | Gold                                   | Zeit     | Silber                         | Zeit     | Bronze                                | Zeit     |
| -------------- | -------------------------------------- | -------- | ------------------------------ | -------- | ------------------------------------- | -------- |
| K-1 Männer A   | Brasilien Fernando Fernandes de Pádua  | 54.340   | Russland Alexei Malyschew      | 1:02.620 | Spanien Antonio de Diego              | 1:05.140 |
| K-1 Männer TA  | Österreich Markus Swoboda              | 44.055   | Polen Tomasz Mozdzierski       | 51.087   | Ungarn Bence Pál                      | 53.721   |
| K-1 Männer LTA | Rumänien Iulian Serban                 | 43.294   | Italien Andrea Testa           | 45.166   | Polen Mateusz Surwilo                 | 45.898   |
| V-1 Männer TA  | Ungarn Sándor Szabó                    | 1:02.958 | Vereinigte Staaten Robert Balk | 1:02.988 | Vereinigtes Königreich Daniel Hopwood | 1:08.778 |
| V-1 Männer LTA | Vereinigtes Königreich Mahoney Patrick | 57.648   | Neuseeland George Thomas       | 58.392   | Deutschland Gerhard Bowitzky          | 59.358   |
| K-1 Frauen TA  | Brasilien Marta Santos Ferreira        | 1:04.139 | Kanada Christine Selinger      | 1:06.053 | Italien Anna Pani                     | 1:08.723 |
| K-1 Frauen LTA | Kanada Christine Gauthier              | 56.425   | Spanien Silvia Elvira Lopez    | 1:05.743 | Brasilien Marta Santos Ferreira       | 1:06.571 |
| V-1 Frauen LTA | Kanada Christine Selinger              | 1:11.882 | Deutschland Brit Gottschalk    | 1:13.490 | Vereinigte Staaten Tami Hetke         | 1:14.660 |

## Medaillenspiegel
| Rang   | Nation                 | Gold | Silber | Bronze | Gesamt |
| ------ | ---------------------- | ---- | ------ | ------ | ------ |
| 1      | Ungarn                 | 7    | 1      | 4      | 12     |
| 2      | Deutschland            | 6    | 3      | 4      | 13     |
| 3      | Kanada                 | 5    | 1      | -      | 6      |
| 4      | Russland               | 2    | 7      | 3      | 12     |
| 5      | Polen                  | 2    | 3      | 4      | 9      |
| 6      | Rumänien               | 2    | 1      | 1      | 4      |
| 7      | Brasilien              | 2    | -      | 1      | 3      |
| 8      | Österreich             | 2    | -      | -      | 2      |
| 9      | Belarus                | 1    | 3      | 4      | 8      |
| 10     | Vereinigtes Königreich | 1    | 3      | 1      | 5      |
| 11     | Aserbaidschan          | 1    | 3      | -      | 4      |
| 12     | Spanien                | 1    | 2      | 3      | 6      |
| 13     | Litauen                | 1    | 1      | -      | 2      |
|        | Neuseeland             | 1    | 1      | -      | 2      |
| 15     | Ukraine                | 1    | -      | 3      | 4      |
| 16     | Frankreich             | 1    | -      | -      | 1      |
|        | Slowakei               | 1    | -      | -      | 1      |
| 18     | Vereinigte Staaten     | -    | 2      | 1      | 3      |
| 19     | Schweden               | -    | 2      | -      | 2      |
| 20     | Italien                | -    | 1      | 2      | 3      |
|        | Australien             | -    | 1      | 2      | 3      |
| 22     | Bulgarien              | -    | 1      | 1      | 2      |
| 23     | Tschechien             | -    | 1      | -      | 1      |
| 24     | Dänemark               | -    | -      | 1      | 1      |
|        | Norwegen               | -    | -      | 1      | 1      |
|        | Usbekistan             | -    | -      | 1      | 1      |
| Gesamt | Gesamt                 | 37   | 37     | 37     | 111    |